# Arne Werner Pedersen
Arne Werner Pedersen (Copenhaguen, 7 de setembre de 1917 - Esbjerg, 11 de juliol de 1959) va ser un ciclista danès, que va destacar sobretot amb el ciclisme en pista.
El 1936 va prendre part en els Jocs Olímpics d'Estiu de Berlín, on disputà, sense sort, dues proves del programa de ciclisme.

## Palmarès en pista
- 1940
  -  Campió de Dinamarca de persecució
- 1941
  -  Campió de Dinamarca de persecució
- 1943
  -  Campió de Dinamarca de persecució
- 1947
  -  Campió de Dinamarca de persecució
- 1948
  - 1r als Sis dies de Washington (amb Emile Bruneau)